# Sören Axén
Sören Jan Ivar Axén, född 27 april 1940 i Lidköping, död 15 juni 2014, var en svensk serieskapare verksam från slutet av 1960-talet.

## Biografi
Innan seriekarriären tog vid var han porslinsmålare på Rörstrand, sjöman, bonddräng, potatisodlare, brevbärare och dekoratör. Som dekoratör fick han idén att börja syssla med serier.

### Tecknarkarriärens början
Axén seriedebuterade i tidningen Televinken, där han arbetade med titelserien men också figuren Pellefanten.
I över tjugo år arbetade Axén åt förlaget Kärnan. Under 1970-talet skapade han bl.a. pyssel- och aktivitetsböcker med figurerna Tintin och Emil i Lönneberga.

### Vilde Ville och Goliat
Axén var inblandad i serietidningen Vilde Ville & Co som utgavs på Atlantic förlag 1980–1983 och sökte sig framåt mitten av 1980-talet till Goliat för vilken han arbetade nästan hela andra hälften av decenniet.

### Disneyserier och Bamse
Efter att Semic Press beslutat att lägga ner Goliat-tidningen 1990 vände sig Axén till Gutenberghus i Köpenhamn för att börja arbeta för deras Disneyserieproduktion (för mer information om Sören Axéns Disney-serier: se nedan). Han blev därigenom tipsad om den nybildade Bamseredaktionen i Malmö. Både Disneyserietidningarna och Bamse producerades inom den danska Gutenberghus-koncernen (från 1992: Egmont) sedan Rune Andréasson sålt utgivningsrätten till Bamse (från nr 8/1990). Axén började medverka i Bamse 1991, först som tecknare men snart enbart som manusförfattare.
Även om Sören Axén tidigt övergick till att enbart producera manus till Bamse fortsatte han att arbeta visuellt; genom sina bildmanus utformade han själv seriernas layout inklusive grovt skisserade bildlösningar för vardera serieruta. Åtminstone våren 1993 var han Bamse-tidningens mest produktiva manusmedarbetare. Vanligtvis bygger Axéns Bamse-serier på idéer han själv kommit på men i vissa fall fick han i uppdrag att skapa manus utifrån andras synopsis. Axéns serier tecknades relativt ofta av spanjoren Francisco Torá. Sören Axéns favoritfigur i Bamses värld var Vargen.
I den "dunder-tjocka" Bamse-Extra nr 11 som gavs ut till Bamsetidningens 25-årsjubileum 1998 – innehållande serier från samtliga utgivningsår (en för varje utgivningsår 1973–1997 och två från 1998) – finns Axén representerad som manusförfattare till fem av serierna (åren 1992–1995 och 1997), om än anonymt.

### Senare år
Efter ett drygt dussin år med Bamse skrev och tecknade Sören Axén serien "Pettson och Findus" åt samma förlag (Egmont).
På egen hand utvecklade han vid omkring 70 års ålder strippserien "Rubb och Stubb", om två figurer som oftast är ute i naturen och vandrar.

## Tecknade serier (översiktlig verksförteckning)
| Serie                                                | Var                                           | Period                                                  | Ref.   |
| ---------------------------------------------------- | --------------------------------------------- | ------------------------------------------------------- | ------ |
| "Televinken"                                         | Televinken                                    | tidningen utgavs 1968–1970                              |        |
| "Pellefanten"                                        | Televinken                                    | tidningen utgavs 1968–1970                              |        |
| missionärsserie med barnen Anders och Titti i Afrika | Filadelfia                                    | 1970-tal                                                | [ 5 ]  |
| "Vilde Ville"                                        | Vilde Ville & Co                              | tidningen utgavs 1980–1983                              | [ 11 ] |
| "Goliat"                                             | Goliat                                        | fem år, från mitten av 1980-talet; alternativt i tio år |        |
| "Lille Gnom"                                         | Goliat; Skatten i djupet: Lille Gnoms äventyr | 1980-tal; 1986 (album)                                  |        |
| "Vigge Viking"                                       | Goliat                                        | 1980-tal(?)                                             |        |
| "Filibutterna"                                       | Goliat(?)                                     | 1980-tal(?)                                             |        |
| "Musse Pigg"/"Långben"/"Kalle Anka"                  | Kalle Anka & Co                               | 1992–1995                                               | [ 28 ] |
| "Bamse"                                              | Bamse/Bamse-Extra/Bamses äventyr              | 1991–2008                                               |        |
| "Pettson och Findus"                                 | Pettson och Findus                            | 2000-tal                                                | [ 21 ] |
| "Rubb och Stubb"                                     | Bamses äventyr #32 s. 19                      | 2011                                                    | [ 21 ] |

Observera: Sören Axén var relativt anonym både i serieskapandet och i andra sammanhang. Hans namn har skrivits ut regelbundet åtminstone i 80/90-talets Goliat och inom Egmont (Bamse m.m.) från omkring millennieskiftet och framåt.

## Serieavsnitt

### Manusmedverkan

#### Disneypublikationer
| Titel                                   | Kod     | Intrig | Manus              | Bild                          | Sid. | Svensk publicering       | Ref.   |
| --------------------------------------- | ------- | ------ | ------------------ | ----------------------------- | ---- | ------------------------ | ------ |
| Oskyldig som ett barn (Baby Delinquent) | D 90152 | ✔      | Unn Printz-Påhlson | José Ismael Escandell Mengual | 6    | Kalle Anka & C:o 1992-36 | [ 30 ] |
| En räddande duva (The Saving Pigeon)    | D 90219 | ✔      | Dwight Decker      | Ignasi Calvet Estéban         | 9    | Kalle Anka & C:o 1994-26 | [ 31 ] |
| Vem vaktar vem? (The Perfect Guardian)  | D 90220 | ✔      | Dwight Decker      | Marçal Abella Bresco          | 7    | Kalle Anka & C:o 1995-20 | [ 32 ] |

#### Bamse-publikationer

##### Bamse
| År   | Tidningsutgåva        | Titel                                                  | Kod       | Sid.    | Manusmedskapare                  | Bildskapare                                |
| ---- | --------------------- | ------------------------------------------------------ | --------- | ------- | -------------------------------- | ------------------------------------------ |
| 1991 | 1991-12 (#217)        | Bamse – alla dessa julgranar                           |           | 17      |                                  | Francisco Torá (FT)                        |
| 1992 | 1992-1 (#218)         | Bamse: spöket på kråkborgen                            |           | 14      |                                  | Mats Olsson                                |
| 1992 | 1992-2 (#219)         | Bamse – två nya vänner                                 |           | 13      |                                  | FT                                         |
| 1992 | 1992-3 (#220)         | strongo och Bamse-nallen                               |           | 12      |                                  | FT                                         |
| 1992 | 1992-5 (#222)         | Vargen: den glömda födelsedagen                        |           | 6       |                                  | Tony Cronstam (TC)                         |
| 1992 | 1992-6 (#223)         | Bamse: en fest för alla                                |           | 11      |                                  | FT                                         |
| 1992 | 1992-7 (#224)         | Vargen är vildmarks-expert                             |           | 13      |                                  | Juan Aparici (JA)                          |
| 1992 | 1992-11 (#228)        | Efter regn kommer solsken                              |           | 2       |                                  | FT                                         |
| 1992 | 1992-12 (#229)        | Ruffi Varg tänker inte bara på sig själv               |           | 1       |                                  | JA                                         |
| 1993 | 1993-3 (#232)         | För tidigt, Vargen! Alldeles för tidigt!!              |           | 4       |                                  | TC                                         |
| 1993 | 1993-3 (#232)         | Lill-Nöffe: regn och solsken                           |           | 1       |                                  | FT                                         |
| 1993 | 1993-4 (#233)         | Cirkus-skoj                                            |           | 11      |                                  | TC+Ann Härdfeldt (AH)                      |
| 1993 | 1993-5 (#234)         | Bamse blir riddare                                     |           | 19      |                                  | JA+AH                                      |
| 1993 | 1993-6 (#235)         | Vargkusinerna bjuder på andra bullar                   |           | 6       |                                  | TC+AH                                      |
| 1993 | 1993-7 (#236)         | Tur med tummen                                         |           | 3       |                                  | FT                                         |
| 1993 | 1993-9 (#238)         | Lille Skutt och super-karotin (vad det nu är?)         |           | 11      |                                  | FT                                         |
| 1993 | 1993-11 (#240)        | ”Är ingen sist blir ingen först”                       |           | 7       |                                  | FT                                         |
| 1993 | 1993-12 (#241)        | Julen är i fara                                        |           | 16      |                                  | FT                                         |
| 1993 | 1993-12 (#241)        | Vargen: ”Hurra för vintern och goda grannar”           |           | 4       |                                  | TC+AH                                      |
| 1993 | 1993-12 (#241)        | Mini-Hopp och Plåt-Hoppe                               |           | 6       |                                  | TC+AH                                      |
| 1994 | 1994-1 (#243)         | Vargkusinernas masker                                  |           | 2       |                                  | Thomas Holm                                |
| 1994 | 1994-2 (#244)         | Lille Skutt delar ut det sista brevet                  |           | 8       |                                  | JA                                         |
| 1994 | 1994-2 (#244)         | Vargen: ”Bara en varg förstår en varg”                 |           | 4       |                                  | TC+AH                                      |
| 1994 | 1994-4 (#246)         | Lille Skutt: ”I motvind och medvind”                   |           | 2       |                                  | TC+AH                                      |
| 1994 | 1994-4 (#246)         | Teddy blir styrman                                     |           | 14      |                                  | FT                                         |
| 1994 | 1994-5 (#247)         | Bamse och stordunk: vem är starkast, egentligen?       |           | 7       |                                  | Kenneth Hamberg (KH)+Kerstin Forsberg (KF) |
| 1994 | 1994-6 (#248)         | Bamse: "det som göms i land kommer fram ibland"        |           | 14      |                                  | FT                                         |
| 1994 | 1994-6 (#248)         | Bamses skola: om flinta                                |           | 1       | Jan Magnusson (JM)               | TC+AH                                      |
| 1994 | 1994-7 (#249)         | Ett riktigt lurigt lureri                              |           | 3       |                                  | TC+AH                                      |
| 1994 | 1994-8 (#250)         | Bamse och fången på fyren (1/2)                        |           | 16      |                                  | FT                                         |
| 1994 | 1994-8 (#250)         | Bamses skola: om fyrar                                 |           | 1       |                                  | KH+KF                                      |
| 1994 | 1994-8 (#250)         | Vargen vinner på tips, men bäst ändå är riktiga vänner |           | 3       |                                  | KH+KF                                      |
| 1994 | 1994-8 (#250)         | Vem vinner – när man är kompisar?                      |           | 1       |                                  | KH+KF                                      |
| 1994 | 1994-9 (#251)         | Bamse och fyr-rövarna (2/2)                            |           | 17      |                                  | FT                                         |
| 1994 | 1994-11 (#253)        | Bamse i leksaks-landet i (1/2)                         |           | 20      |                                  | KH+KF                                      |
| 1994 | 1994-12 (#254)        | Bamse i leksakslandet ii (2/2)                         |           | 16      |                                  | KH+KF                                      |
| 1994 | 1994-12 (#254)        | Katten Janson och Husmusen: ”Mus i hus fixar ljus”     |           | 5       |                                  | TC+AH                                      |
| 1994 | 1994-13 (#255)        | Bamse i enhörnings-dalen                               |           | 23      | JM+Dan Andréasson (DA)           | KH+KF                                      |
| 1995 | 1995-1 (#256)         | Bamse och en sprakande nyårsnatt                       |           | 10      | DA+JM                            | KH+KF                                      |
| 1995 | 1995-1 (#256)         | Skalmans nya skottkärra – metromobilen                 |           | 5       |                                  | Torbjörn Jörgensen (TJ)                    |
| 1995 | 1995-2 (#257)         | Vargen och trollflöjten                                |           | 16      | DA+JM                            | FT                                         |
| 1995 | 1995-2 (#257)         | Skalman och två små tids-maskiner                      |           | 6 1/3   |                                  | TJ                                         |
| 1995 | 1995-3 (#258)         | Burre: eld i halvlek – vad gör man då?                 |           | 7       | JM                               | KH+KF                                      |
| 1995 | 1995-3 (#258)         | Bamses skola: vad man gör när det brinner i teven      |           | 1       | JM                               | KH+KF                                      |
| 1995 | 1995-4 (#259)         | Pole pole (ndio mwendo) sa Skalman                     |           | 6       |                                  | KH+KF                                      |
| 1995 | 1995-5 (#260)         | Bamses skola: hur man gör upp eld i naturen            |           | 2       |                                  | KH+KF                                      |
| 1995 | 1995-8 (#263)         | Skalman och trans-volym-regulatorn                     |           | 8       | DA+JM                            | KH+KF                                      |
| 1995 | 1995-10 (#265)        | Vargkusinerna får ”bords-napp”                         |           | 5       |                                  | JA                                         |
| 1995 | 1995-13 (#268)        | Skalmans special-pulka/Vargens pulka                   |           | 9       |                                  | TC+AH                                      |
| 1996 | 1996-1 (#269)         | Drulle Varg matar fåglarna (fastän han inte vill)      |           | 11      |                                  | FT                                         |
| 1996 | 1996-1 (#269)         | Husmusen får snöhinder, tror Janson                    |           | 2       |                                  | KH+KF                                      |
| 1996 | 1996-2 (#270)         | Billy Boy och stora hinderloppet                       |           | 16      | DA+JM                            | FT                                         |
| 1996 | 1996-2 (#270)         | Liten eller stor -- vem åker fortast?                  |           | 5       |                                  | KH+KF                                      |
| 1996 | 1996-2 (#270)         | Bamse utan dunderhonung – hur går det då? del 1 (1/2)  |           | 8       |                                  | JA                                         |
| 1996 | 1996-3 (#271)         | Bamse utan dunderhonung – hur går det då? II (2/2)     |           | 13      |                                  | JA                                         |
| 1996 | 1996-3 (#271)         | Ljus-bus och brandrök                                  |           | 6       | Ulf Erlandsson+JM                | KH+KF                                      |
| 1996 | 1996-12 (#280)        | Vargen – ensam-Vargen                                  |           | 3       |                                  | FT                                         |
| 1996 | 1996-12 (#280)        | Julgransraketen                                        |           | 11 1/2  | Lars Algemo (LA)+JM              | FT                                         |
| 1997 | 1997-3 (#284)         | Katten Janson och Husmusen: vem behöver vem – mest?    |           | 4       |                                  | TC                                         |
| 1997 | 1997-3 (#284)         | Vargkusinernas gräsmatta                               |           | 7       |                                  | FT                                         |
| 1997 | 1997-8 (#289)         | Bamse och mumien                                       |           | 18      | JM+DA                            | JA                                         |
| 1997 | 1997-9 (#290)         | Goda grannar                                           |           | 3 1/3   |                                  | Bernt Hanson (BH)                          |
| 1997 | 1997-9 (#290)         | Bamse och Knock-Otto                                   |           | 1       |                                  | TC                                         |
| 1997 | 1997-9 (#290)         | Lille Skutt och många små vänner                       |           | 15 2/3  |                                  | FT                                         |
| 1997 | 1997-10 (#291)        | Månljust                                               |           | 1       |                                  | Lars Bällsten (LB)+AH                      |
| 1997 | 1997-10 (#291)        | Lille Skutt och skottkärran                            |           | 2       |                                  | LB+AH                                      |
| 1997 | 1997-11 (#292)        | Bamse ”trollar” med ord                                |           | 14      |                                  | FT                                         |
| 1997 | 1997-11 (#292)        | Amanda hela dagen – 26 okt.                            |           | 8       |                                  | KH+KF                                      |
| 1997 | 1997-12 (#293)        | Tomtens skägg                                          |           | 16      |                                  | JA                                         |
| 1997 | 1997-12 (#293)        | Sega saker                                             |           | 1       |                                  | TC                                         |
| 1997 | 1997-12 (#293)        | Lusse-bulle-loppet                                     |           | 12      | LA+DA+JM                         | FT                                         |
| 1997 | 1997-13 (#294)        | Lille Skutt – ”sömnknep med knip”                      |           | 1 2/3   |                                  | LB+AH                                      |
| 1997 | 1997-13 (#294)        | Vargen och maskerad-tävlingen                          |           | 17 1/2  | DA+JM                            | KH+KF                                      |
| 1998 | 1998-4 (#298)         | Lyssna noga, Vargen                                    |           | 22 1/2  | JM                               | KH+KF                                      |
| 1998 | 1998-4 (#298)         | Sagan om den luriga påskharen                          |           | 2       |                                  | TC                                         |
| 1998 | 1998-5 (#299)         | Sjörövarna krutar på                                   |           | 13      |                                  | FT                                         |
| 1998 | 1998-5 (#299)         | Mini-Hopp och paraplyet                                |           | 1       |                                  | LB+AH                                      |
| 1998 | 1998-8 (#302)         | Bamse och silver-nuggit                                |           | 19      |                                  | JA                                         |
| 1998 | 1998-8 (#302)         | Kurragömma på stranden                                 |           | 1       |                                  | TC                                         |
| 1998 | 1998-10 (#304)        | Bamse och kloksylten                                   |           | 8 2/3   |                                  | FT                                         |
| 1998 | 1998-12 (#306)        | Skalmans tut-varnare                                   |           | 18      |                                  | JA                                         |
| 1998 | 1998-12 (#306)        | Bamse: en förtrollad julafton i (1/2)                  |           | 17      |                                  | FT                                         |
| 1998 | 1998-13 (#307)        | Bamse: en förtrollad julafton (2/2)                    |           | 12      |                                  | FT                                         |
| 1998 | 1998-13 (#307)        | Bamse och två korgar julmat                            |           | 14      |                                  | LB+AH                                      |
| 1999 | 1999-1 (#308)         | Är Vargen starkare än Bamse?                           | BA98063   | 8       |                                  | JA                                         |
| 1999 | 1999-2 (#309)         | Bamse och blomsterhandlaren                            | BA97139   | 21      | Patric Nyström                   | JA                                         |
| 1999 | 1999-4 (#311)         | Bamse och den objudne bröllopsgästen (1/2)             | BA98004   | 9       |                                  | FT                                         |
| 1999 | 1999-5 (#312)         | Bamse och den objudne bröllopsgästen (2/2)             | BA98004/2 | 23      |                                  | FT                                         |
| 1999 | 1999-6 (#313)         | Sorkligan och inträdesprovet                           | BA97114   | 3       |                                  | TC                                         |
| 1999 | 1999-6 (#313)         | Sitter Vargens gamla takter i? (1/2)                   | BA98002/1 | 11      |                                  | FT                                         |
| 1999 | 1999-7 (#314)         | Sitter Vargens gamla takter i? (2/2)                   | BA98002/2 | 19      |                                  | FT                                         |
| 1999 | 1999-8 (#315)         | Mini-Hopp och fiskpölen                                | BA97110   | 1       |                                  | TC                                         |
| 1999 | 1999-9 (#316)         | Lille Skutt – en är lagom och bra                      | BA96148   | 16      |                                  | JA                                         |
| 1999 | 1999-10 (#317)        | Mini-Hopp får en badidé                                | BA97118   | 2       |                                  | TC                                         |
| 1999 | 1999-12 (#319)        | Häxkonster och julklapps-stök                          | BA98003   | 18      |                                  | LB+AH                                      |
| 1999 | 1999-13 (#320)        | Bamse blir eldare                                      | BA99015   | 15      |                                  | FT                                         |
| 1999 | 1999-13 (#320)        | Bamses skola: så här fungerar ett ånglok               |           | 1       |                                  | TC                                         |
| 2000 | 2000-1 (#321)         | Det är tanken som räknas                               | BA97024   | 5       | JM                               | TC                                         |
| 2000 | 2000-2 (#322)         | Tidsresan: Bamse och fredsbytet (3/15)                 | BA99048   | 23      |                                  | BH                                         |
| 2000 | 2000-2 (#322)         | Bamses skola om bad                                    |           | 1       |                                  | TC                                         |
| 2000 | 2000-2 (#322)         | Vargen är nattvakt                                     | BA96157   | 15 1/3  |                                  | JA                                         |
| 2000 | 2000-5 (#325)         | Tidsresan: Bamse och Gutenberg (6/15)                  | BA99065   | 20      |                                  | KH+KF                                      |
| 2000 | 2000-5 (#325)         | Bamses skola om papper och böcker                      |           | 2       | JM                               | LB+AH                                      |
| 2000 | 2000-9 (#329)         | Kurre Snäll och tårtan                                 | BA97109   | 2       |                                  | KH+KF                                      |
| 2000 | 2000-10 (#330)        | Hur många hjul ska en cykel ha?                        | BA97050   | 4       | JM                               | KH+KF                                      |
| 2000 | 2000-11 (#331)        | Tidsresan: Titta! Jag flyger! (13/15)                  | BA99103   | 11      |                                  | KH+KF                                      |
| 2000 | 2000-12 (#332)        | Bamse och årstidsnyckeln                               | BA99188   | 22      |                                  | FT                                         |
| 2000 | 2000-12 (#332)        | Lille Skutt och snö-drivorna                           | BA97051   | 1       |                                  | LB+AH                                      |
| 2000 | 2000-13 (#333)        | Bamses skola om masker                                 | BA00101   | 2       | JM                               | KH+KF                                      |
| 2001 | 2001-4 (#337)         | Lat-Ulf och breven                                     | BA97049   | 2       | JM                               | LB+AH                                      |
| 2001 | 2001-9 (#342)         | Skalman och städmojängen                               | BA01025   | 1       |                                  | Andreas Qassim (AQ)+AH                     |
| 2001 | 2001-15 (#348)        | Bröderna Bäver och vakthunden                          | BA01006   | 12      |                                  | FT                                         |
| 2001 | 2001-15 (#348)        | Blir det en varm jul?                                  | BA00131   | 8       |                                  | Tobias Rubom (TR)+Lotta Lindin (LL)        |
| 2002 | 2002-2 (#350)         | Hur man går vilse                                      | BA99055   | 11      |                                  | Ann-Sofie Henriksson (AsH)+AH              |
| 2002 | 2002-2 (#350)         | Så här ska du göra om du går vilse i skogen!           | BA99063   | 1       |                                  | TC                                         |
| 2002 | 2002-2 (#350)         | Mammas gosse                                           | BA01028   | 2       |                                  | AsH+AH                                     |
| 2002 | 2002-3 (#351)         | Bamses skola om noshörningar                           | BA00116   | 1       | Lisbeth Wremby (LiW)             | AsH+AH                                     |
| 2002 | 2002-4 (#352)         | Min ”egen” häst                                        | BA99054   | 18      |                                  | KH+KF                                      |
| 2002 | 2002-5 (#353)         | Häxornas natt                                          | BA94141   | 16      |                                  | AsH+AH                                     |
| 2002 | 2002-7 (#355)         | Vargen som polis del ii                                | BA00117   | 17      | Olof Siverbo (OS)                | FT                                         |
| 2002 | 2002-7 (#355)         | Lill-Vargen målar om                                   | BA02036   | 4       | Lise Jörgensen (LJ)              | BW+AH                                      |
| 2002 | 2002-8 (#356)         | V.S.G.V. – vad betyder det?                            | BA99001   | 14      | OS                               | JA                                         |
| 2002 | 2002-8 (#356)         | En sak som slår                                        | BA01036   | 10      |                                  | TR+LL                                      |
| 2002 | 2002-9 (#357)         | Bamse hjälper Krösus Sork (att hålla sitt löfte)       | BA02055   | 9       |                                  | FT                                         |
| 2002 | 2002-10-11 (#358-359) | Vargens nya vänner                                     | BA00103   | 21      |                                  | BH                                         |
| 2002 | 2002-12 (#360)        | Världens bästa kompisar                                | BA02125   | 4       | LiW+Joakim Gunnarsson (JG)+LJ    | LB+AH                                      |
| 2002 | 2002-12 (#360)        | ”Håll klaffen!” sa Krösus Sork                         | BA00156   | 12      |                                  | BH                                         |
| 2002 | 2002-13 (#361)        | Det resande teatersällskapet                           | BA01055   | 17      |                                  | AsH+AH                                     |
| 2002 | 2002-14 (#362)        | Bamse och äppelkungen                                  | BA99071   | 19      |                                  | JA                                         |
| 2002 | 2002-14 (#362)        | Bamses skola: berättelsen om Wilhelm Tell              | BA02178   | 1       |                                  | AQ+AH                                      |
| 2002 | 2002-14 (#362)        | Pigge och Pigga Kott räddar utflykten                  | BA02160   | 3       | JG+LJ                            | AsH+AH                                     |
| 2002 | 2002-14 (#362)        | Skalman och saxarna                                    | BA01026   | 7       | JM                               | BH                                         |
| 2002 | 2002-15 (#363)        | Lilla åsnan slår bakut                                 | BA02129   | 16      |                                  | FT                                         |
| 2002 | 2002-15 (#363)        | Bamse är hjälpsam – men ändå inte                      | BA02114   | 3       | LJ                               | AsH+AH                                     |
| 2002 | 2002-15 (#363)        | Skalman                                                | BA02060   | 1       |                                  | Simon Bülow (SB)+AH                        |
| 2002 | 2002-16 (#364)        | Burre på rymmen                                        | BA02028   | 12      | Erland Mårtensson+JG             | JA                                         |
| 2002 | 2002-16 (#364) bilaga | Ruskiga figurer                                        |           | 16 str. | Kerstin Wahlund Franck (KWF)+LiW | Björn Wallin (BW)+AH                       |
| 2002 | 2002-17 (#365)        | Vargen och klockkuppen                                 | BA02026   | 15      |                                  | BH                                         |
| 2002 | 2002-18 (#366)        | Brummelisas finaste gran                               | BA02190   | 9       | LiW                              | BW+AH                                      |
| 2003 | 2003-1 (#367)         | Ett överraskande äventyr                               | BA02090   | 28      | JG+LJ                            | LB+AH                                      |
| 2003 | 2003-1 (#367)         | Bamses skola om fågel rock                             | BA02148   | 1       |                                  | LB+AH                                      |
| 2003 | 2003-2 (#368)         | Kurre och Kurra flyttar                                | BA02118   | 4       | JG+LJ+LiW+KWF                    | FT                                         |
| 2003 | 2003-3 (#369)         | Bamse och Bellerofon                                   | BA02170   | 15      |                                  | KH+KF                                      |
| 2003 | 2003-3 (#369)         | Bamses skola om Athena                                 | BA02111   | 1       |                                  | KH+KF                                      |
| 2003 | 2003-3 (#369)         | Skrytmånsar                                            | BA02066   | 1       |                                  | SB+AH                                      |
| 2003 | 2003-5 (#371)         | Bamse och jätten Gorm                                  | BA97198   | 13      |                                  | JA                                         |
| 2003 | 2003-5 (#371)         | Fixare-sorkarna på stallstigen                         | BA02119   | 4       |                                  | BH                                         |
| 2003 | 2003-6 (#372)         | Påsktuppen                                             | BA02256   | 16      |                                  | KH+KF                                      |
| 2003 | 2003-7 (#373)         | Bamse och paradisdalen                                 | BA02266   | 19      | LJ+JG                            | LB+AH                                      |
| 2003 | 2003-7 (#373)         | Burre och maskeraden                                   | BA01099   | 10      | JM                               | AQ+AH                                      |
| 2003 | 2003-7 (#373)         | Skalman och Frisse Frisör                              | BA01095   | 6       | JM                               | Annica Malmquist+AH                        |
| 2003 | 2003-8 (#374)         | Bamse och drak-kampen                                  | BA02222   | 15      |                                  | BH                                         |
| 2003 | 2003-8 (#374)         | Bamses skola/doftande blommor                          | BA02296   | 1       | LiW                              | BH                                         |
| 2003 | 2003-8 (#374)         | Skalmans önskeväder                                    | BA02241   | 1       |                                  | SB+AH                                      |
| 2003 | 2003-8 (#374)         | Vargen och tårtorna                                    |           | 12      |                                  | JA                                         |
| 2003 | 2003-9 (#375)         | Vicki Vargs tokiga dag                                 | BA02223   | 13      |                                  | FT                                         |
| 2003 | 2003-10-11 (#376-377) | Stor-Smart och Lill-Tok och pilen                      | BA01052   | 18      |                                  | FT                                         |
| 2003 | 2003-12 (#378)        | Vicki, klassens mästerfotograf                         | BA02239   | 4       |                                  | BH                                         |
| 2003 | 2003-13 (#379)        | Fest på rävtorpet                                      | BA02247   | 11      |                                  | BH                                         |
| 2003 | 2003-13 (#379)        | Katten Janson och Husmusen kattpannkaka                | BA02087   | 4       | LJ                               | SB+AH                                      |
| 2003 | 2003-15 (#381)        | Fången i vindarnas borg                                | BA03004   | 29      | JG+LJ                            | LB+AH                                      |
| 2003 | 2003-16 (#382)        | Spöken på pensionat                                    | BA02297   | 10      |                                  | KH+KF                                      |
| 2003 | 2003-16 (#382)        | Fusk mot fusk                                          | BA03030   | 4       |                                  | Ilkka Ruokola (IR)                         |
| 2003 | 2003-17 (#383)        | Vargen trasslar till det                               | BA02203   | 7       | LJ                               | KH+KF                                      |
| 2003 | 2003-17 (#383)        | Farmor lagar rättvisegröt                              | BA97136   | 2       | LiW                              | TC                                         |
| 2003 | 2003-18 (#384)        | Bamse och julklappsknycken                             | BA02251   | 16      |                                  | BH                                         |
| 2004 | 2004-3 (#387)         | Knocke och Smocke blir vårförkylda                     | BA03227   | 5       |                                  | KH+KF                                      |
| 2004 | 2004-4 (#388)         | Burre och Vicki: vinterbråk                            | BA03232   | 4       |                                  | JA                                         |
| 2004 | 2004-5 (#389)         | Bamse i Italien: mamma Rosas pastamente                | BA03198   | 18      |                                  | KH+KF                                      |
| 2004 | 2004-5 (#389)         | Mäster-kocken                                          | BA03245   | 10      | JG                               | LB+AH                                      |
| 2004 | 2004-6 (#390)         | Inte helt riskfritt bus                                | BA03242   | 6       |                                  | KH+KF                                      |
| 2004 | 2004-7 (#391)         | Ma-malte på besök                                      | BA03113   | 12      |                                  | BH                                         |
| 2004 | 2004-7 (#391)         | Burre får en idé                                       | BA03283   | 4       | LJ                               | IR+AH                                      |
| 2004 | 2004-8 (#392)         | Fritt fram för tuffa tuffingar                         | BA03285   | 4       | JG                               | LB+AH                                      |
| 2004 | 2004-9 (#393)         | Önskepärlan                                            | BA03112   | 10      |                                  | JA                                         |
| 2004 | 2004-10-11 (#394-395) | Bamse och kattmumien                                   | BA01070   | 33      |                                  | KH+KF                                      |
| 2004 | 2004-10-11 (#394-395) | Simhopps-tävlingen                                     |           | 16      | LJ                               | KH+KF                                      |
| 2004 | 2004-10-11 (#394-395) | Bamses skola/olympiska spelen                          | BA03240   | 1       |                                  | KH+KF                                      |
| 2004 | 2004-14 (#398)        | Det lugna blåbärsstället                               | BA03231   | 3       |                                  | IR+AH                                      |
| 2004 | 2004-14 (#398)        | Väderutsikter                                          | BA02240   | 2       |                                  | BH                                         |
| 2004 | 2004-14 (#398)        | Ny i familjen                                          | BA03089   | 6       |                                  | IR+AH                                      |
| 2004 | 2004-15 (#399)        | Kurra liten                                            | BA03243   | 8       | JG                               | IR+AH                                      |
| 2004 | 2004-18 (#402)        | Se upp i berget!                                       | BA03216   | 12      | JG+LJ                            | Oskar Forsgren+AH                          |
| 2004 | 2004-18 (#402)        | Kusin Hampes stubb-knep                                | BA03233   | 4       |                                  | SB+AH                                      |
| 2004 | 2004-18 (#402)        | Maximal och Minimal testar en uppfinning               | BA03236   | 4       |                                  | Patrik Norrman (PNo)+AH                    |
| 2005 | 2005-4 (#406)         | Äggbytet                                               | BA03225   | 14      |                                  | AQ+AsH+AH                                  |
| 2005 | 2005-5 (#407)         | Vem hjälper Farmor?                                    | BA02254   | 5       |                                  | Adam Blomgren+AH                           |
| 2005 | 2005-8 (#410)         | Världens busigaste unge                                | BA03299   | 13      | JG+LJ                            | PNo+AH                                     |
| 2005 | 2005-10/11 (#412-413) | Husmusen och musik-kalle                               | BA03279   | 5       | JG                               | Juan Ferreyra+AH                           |
| 2005 | 2005-12 (#414)        | Krabbseger                                             | BA03241   | 4       | LJ                               | PNo+AH                                     |

##### Bamse-Extra
| År   | Utgåva | Titel                                           | Kod     | Sid. | Manusmedskapare                 | Bildskapare                |
| ---- | ------ | ----------------------------------------------- | ------- | ---- | ------------------------------- | -------------------------- |
| 1995 | #4     | Rekord-Ronny tävlar igen                        |         | 23   | Jan Magnusson (JM)              | Francisco Torá (FT)        |
| 1996 | #5     | Bamse och diligens-kuskarna                     |         | 20   |                                 | Juan Aparici (JA)          |
| 1996 | #6     | Burre och Burra träffas för första gången (1/2) |         | 14   |                                 | JA                         |
| 1996 | #6     | Burra går på dagis (2/2)                        |         | 7    |                                 | JA                         |
| 1996 | #6     | Burre och klass-utflykten                       |         | 12   |                                 | JA                         |
| 1997 | #7     | Bamse – rätt i test?                            |         | 11   | Dan Andréasson+JM               | FT                         |
| 1997 | #8     | Allt är inte guld som glimmar                   |         | 17   | JM                              | Bernt Hanson               |
| 1997 | #8     | Guldlock och de tre trollen                     |         | 15   |                                 | FT                         |
| 1998 | #9     | Bamse och den svarte riddaren                   |         | 22   | Olof Siverbo (OS)+Tony Cronstam | FT                         |
| 1998 | #9     | Handsken är kastad                              |         | 43   |                                 | FT                         |
| 1998 | #10    | Vargen och sov-stenen                           |         | 18   |                                 | JA                         |
| 2000 | #15    | Vem fångade vem?                                | BA96153 | 12   |                                 | FT                         |
| 2000 | #15    | Vilka vinner fotbolls-matchen?                  | BA97181 | 17   | OS                              | JA                         |
| 2000 | #15    | Riktigt tuffa barnvakter                        | BA96154 | 13   |                                 | JA                         |
| 2002 | #22    | Härifrån till dit, det kan vara långt det       | BA99070 | 28   |                                 | FT                         |
| 2002 | #22    | Grusad grusvinst                                | BA02026 | 4    |                                 | Björn Wallin+Ann Härdfeldt |
| 2002 | #23    | Brumma och draken                               | BA00191 | 25   |                                 | JA                         |
| 2002 | #23    | Bamse och draksoppan                            | BA02156 | 5    |                                 | JA                         |
| 2003 | #26    | [ramsekvenser]                                  |         | 8    | Joakim Gunnarsson               | JA                         |

##### Övriga
| År   | Titel                         | Kod     | Publikation               | Manusmedskapare            | Tecknare                             | Sid.  | Kommentar                   | Ref.   |
| ---- | ----------------------------- | ------- | ------------------------- | -------------------------- | ------------------------------------ | ----- | --------------------------- | ------ |
| 1996 | Det brinner!                  |         | Bamses brandskola         | Ulf Erlandsson             | Kenneth Hamberg och Kerstin Forsberg | 8 1/3 |                             |        |
| 2008 | Vargkusinerna blir mjölksugna | BA97112 | Bamses äventyr #17, s. 31 | Jan Magnusson (redigering) | Tony Cronstam                        | 1     |                             | [ 33 ] |
| 2013 | Bamse och atomerna            |         | Bamsebiblioteket vol. 53  | Patric Nyström (idé)       |                                      | 16    | oanvänt bildmanus från 1997 | [ 34 ] |
| –    | Bamse och Big Bull            |         | –                         |                            |                                      | 34    | oanvänt bildmanus           | [ 34 ] |
| –    | Nollos märke                  |         | –                         |                            |                                      | 33    | oanvänt bildmanus           | [ 34 ] |

### Bildskapande

#### Bamse/Bamse äventyr
| År   | Titel                              | Publikation         | Manus             | Tecknare                       | Layout | Kommentarer                                                       | Ref.   |
| ---- | ---------------------------------- | ------------------- | ----------------- | ------------------------------ | ------ | ----------------------------------------------------------------- | ------ |
| 1991 | "Vilde Ville Varg biter i gräset"  | Bamse 1991-7 (#212) | Otto Medin        | Sören Axén; korr.: Bo Michanek | ✔      | Utgavs icke-anonymt första gången 2010.                           | [ 35 ] |
| 1999 | "Bamse och luringen på Lömskeborg" | Bamse 1999-9 (#316) | Joakim Gunnarsson | Juan Aparici                   | ✔      |                                                                   | [ 36 ] |
| 2000 | "Vargar i klistret"                | Bamse 2000-8 (#328) | Olof Siverbo      | Francisco Torá                 | ✔      |                                                                   | [ 37 ] |
| 2002 | "Bamse och Nosse Noshörning"       | Bamse 2002-3 (#351) | Olof Siverbo      | Juan Aparici                   | ✔      |                                                                   | [ 38 ] |
| 2011 | "Bamse: spöket på Kråkborgen"      | Bamses äventyr #32  | Sören Axén        | Sören Axén                     | ✔      | En variant tecknad av Mats Olsson trycktes i Bamse 1992-1 (#218). |        |

### Seriealbum
- 1986 – Skatten i djupet: Lille Gnoms äventyr[43][27]
- 2003 – Bamse på sagornas ö[c]
- 2006 – Pettson & Findus julalbum 2006[45]

### Antologimedverkan
- 2006 – Bamsebiblioteket: Bamses bästa volym 2 (manusmedverkan)

### Bamse-sidor i faksimil
- 2010–14 – Bamsebiblioteket volym 38–60 [Bamse årgång 1991 del 2 – 2002 del 2]

## Diskografi
- Sjörövarjul (sago-cd, bilaga till Bamse 18/2002; manus tillsammans med Lisbeth Wremby; inläst av Olof Thunberg)
- Julstjärnan (sago-cd, bilaga till Bamse 18/2003; manus tillsammans med Lisbeth Wremby; inläst av Olof Thunberg)

## Utmärkelser
- 1999 – nominerad till norska Sproing-priset i kategorin årets bästa översatta serie (utgivningsåret 1998) tillsammans med Francisco Torá för "Handsken är kastad"[46]